# Bracon nelsonzamorai
Bracon nelsonzamorai (лат.) — вид паразитических наездников из семейства браконид, отряда перепончатокрылых. Эндемик Коста-Рики. B. nelsonzamorai назван в честь Nelson Zamora за его многолетние самоотверженные кураторские и таксономические усилия по увеличению бывшей коллекции растений INBio, которая сейчас находится в Национальном музее Коста-Рики, и его продвижение программы BioAlfa по штрихкодированию ДНК на всей территории Коста-Рики

## Описание
Длина тела около 3 мм. Основная окраска жёлтая (голова, грудь, брюшко и ноги), усики и частично верх тергитов чёрные. Выделение вида произведено на основании молекулярного баркодирования последовательности нуклеотидов по цитохром оксидазе COI. Биология  неизвестна. Предположительно, как и другие виды рода может паразитировать на гусеницах разных видов бабочек в качестве эктопаразитоида. Вид был впервые описан в 2021 году американским гименоптерологом Michael J. Sharkey (The Hymenoptera Institute, Redlands, США) по типовым материалам из Коста-Рики.